# Gianfranco Benvenuti
Gianfranco Benvenuti, detto Cacco (Borgotaro, 12 settembre 1932 – Livorno, 17 febbraio 2012), è stato un cestista e allenatore di pallacanestro italiano.
Dal 2012 fa parte dell'Italia Basket Hall of Fame come riconoscimento "alla memoria".

## Carriera
Incomincia l'attività agonistica nella Libertas Livorno degli anni cinquanta è compagno di Stelio Posar e di Lorenzo Gremigni futuro giornalista sportivo de La Nazione e de La Gazzetta dello Sport. La carriera di allenatore inizia con un successo nel campionato juniores, con il primo titolo italiano della società livornese a scapito della Simmenthal Milano. Nel 1967 sostituisce Otello Formigli sulla panchina della neopromossa Libertas in Serie A, chiusa poi al 12º posto (ultimo) in classifica e con la squadra retrocessa in Serie B.
L'anno successivo raggiunge il 3º posto nel campionato di Serie B (girone B) al termine del quale si trasferisce alla Snaidero Udine in Serie A1. A Udine conquisterà il 10º posto e la salvezza nel campionato 1969-1970.
È stato nominato commissario tecnico della Nazionale italiana femminile dal 1974 al 1976, per un totale di 66 gare.
Nel 1976 sceglie di tornare ad allenare una squadra di club: la Pagnossin Gorizia, con la quale raggiunge l'11º posto nella stagione regolare di Serie A1 ed il 2º posto nella seconda fase, mantenendo la compagine goriziana nella massima serie. L'anno successivo Gorizia raggiunge il 7º posto in A1.
Benvenuti ritorna nella sua Livorno sponda Libertas in Serie B, e riprende la panchina che fu sua: quarto posto nel 1978-1979. Il 1981 è l'anno della promozione in Serie A2, la prima di una lunga serie che lo farà diventare il "coach delle promozioni": primo posto in Serie B e promozione battendo in finale il Giovinetti Bergamo. Dopo un anno poco fortunato alla Stella Azzurra Roma (penultimo posto in Serie A2 e retrocessione nel 1981-82) approda alla Viola Reggio Calabria, e conquista la prima storica promozione nella massima serie della compagine reggina. Con la Viola dal 1982 al 1985 centra il doppio salto dalla Serie B alla Serie A1. Il 22 maggio 1983 affronta il Pavia al PalaExpo pavese nella gara di ritorno dei playoff di Serie B: 105-89 il risultato finale e vittoria per la squadra calabrese. L'anno successivo in Serie A2 è di assestamento con il 9º posto; il 1985 è l'anno della promozione in Serie A1 con uno primo posto a pari merito con la Benetton Treviso. L'anno successivo in A1 termina però con la retrocessione della squadra.
Dalla Calabria si sposta in Sicilia alla Pallacanestro Trapani che guida al 5º posto nella stagione 1988-1989. L'anno successivo la Vini Racine Trapani raggiunge il secondo posto in stagione regolare alle spalle del Mens Sana Siena, battendo successivamente la Sangiorgese ai playoff promozione: 86-77 in gara-1 e 2-0 a tavolino in gara-2, per le intemperanze del pubblico marchigiano. La Birra Messina Trapani successivamente in Serie A2 disputa un buon campionato, raggiungendo l'8º posto utile per disputare i play-off promozione. Trapani chiude al 1º posto nel girone giallo venendo promossa in Serie A1: la prima volta di una squadra siciliana in massima serie.
Nel 1991 per motivi familiari lascia Trapani e si sposta in Toscana a Montecatini dove raggiunge un 2º posto e la promozione dalla Serie A2 alla Serie A1. Con la Bialetti Montecatini disputa due campionati di Serie A1 (due volte al 10º posto). Torna a Trapani in A2 nel 1994 ma per motivi personali rinuncia a continuare il campionato dopo sette partite, lasciando la direzione della squadra a Riccardo Cantone. Successivamente sarà consulente tecnico del Basket Livorno.
Muore a Livorno nel febbraio 2012 all'età di 79 anni in seguito ad una polmonite.

## Palmarès
- 1960-61 : Libertas Livorno Campionato Italiano Maschile Juniores
- 1980-81 : Libertas Livorno Promozione dalla B alla A2
- 1982-83 : Viola Reggio Calabria Promozione dalla B alla A2
- 1984-85 : Viola Reggio Calabria Promozione dalla A2 alla A1
- 1989-90 : Pallacanestro Trapani Promozione dalla B1 alla A2
- 1990-91 : Pallacanestro Trapani Promozione dalla A2 alla A1
- 1991-92 : Montecatini Sporting Club Promozione dalla A2 alla A1